# 原田七五郎
原田 七五郎（はらだ しちごろう、生没年不詳）は、日本の建築技師。
1881年（明治14年）、有栖川宮邸建築場所付雇となる。その後、清国北京公使館、栃木県庁、御料局木曽支庁などの現場雇をつとめる。また1894年（明治27年）に完成した奈艮帝室博物館に場所行雇として参加した。